# (32305) 2000 QD28
2000 QD28 (asteroide 32305) é um asteroide da cintura principal. Possui uma excentricidade de 0.04423090 e uma inclinação de 9.43842º.
Este asteroide foi descoberto no dia 24 de agosto de 2000 por LINEAR em Socorro.